# Megalosauridae
I Megalosauridae sono una famiglia monofiletica estinta di dinosauri teropodi dell'ordine Megalosauroidea, strettamente imparentati con la famiglia Spinosauridae. Alcuni membri di questa famiglia includono Megalosaurus, Torvosaurus, Eustreptospondylus e Afrovenator. Apparsi nel Giurassico medio, i megalosauridi fu tra le prime radiazioni di grandi dinosauri teropodi, sebbene si estinsero relativamente presto, alla fine del periodo Giurassico. Si tratta di un gruppo relativamente primitivo di tetanuri basali contenente due sottofamiglie principali, Megalosaurinae e Afrovenatorinae, insieme al genere basale Eustreptospondylus, un taxon non risolto che differisce da entrambe le sottofamiglie.
Il megalosauride che definisce questa famiglia è Megalosaurus bucklandii, nominato per la prima volta nel 1824 da William Buckland dopo numerosi ritrovamenti a Stonesfield, nell'Oxfordshire, Inghilterra. Megalosaurus fu il primo dinosauro formalmente descritto e fu la base per l'istituzione del clado Dinosauria. È anche uno dei più grandi dinosauri carnivori del Giurassico medio, il cui femore meglio conservato misura 805 millimetri, e una massa corporea stimata di circa 943 kg. Megalosauridae è riconosciuto come un gruppo di dinosauri prevalentemente europeo, basato su fossili ritrovati in Francia e in Inghilterra. Tuttavia, recenti scoperte in Niger hanno portato alcuni a riconsiderare la distribuzione della famiglia. I megalosauridi apparvero poco prima della scissione del supercontinente Pangea, in Gondwana e Laurasia. Questi grandi teropodi perciò potrebbero aver dominato entrambe le metà del mondo durante il Giurassico.
La famiglia Megalosauridae fu definita per la prima volta da Thomas Huxley nel 1869, ma è stata contestata nel corso della storia a causa del suo ruolo di "taxon cestino di rifiuti", in cui venivano inseriti dinosauri parzialmente descritti o rappresentati da resti non identificabili. Nei primi anni della paleontologia, tutti i teropodi di grandi dimensioni erano raggruppati insieme e fino a 48 specie erano incluse nel clado Megalosauria, il clado basale dei Megalosauridae. Nel corso del tempo, la maggior parte di questi taxa è stata collocata in altri cladi e i parametri di Megalosauridae sono stati ridotti significativamente. Tuttavia, rimane qualche controversia sul fatto che i Megalosauridae debbano essere considerati un proprio gruppo distinto, e i dinosauri in questa famiglia rimangono alcuni dei taxa più problematici in tutta Dinosauria. Alcuni paleontologi, come Paul Sereno nel 2005, hanno ignorato il gruppo a causa delle sue fondamenta instabili e della mancanza di filogenesi chiara. Tuttavia, recenti ricerche di Carrano, Benson e Sampson hanno analizzato sistematicamente tutti i tetanuri basali e determinato che i megalosauridi dovessero essere raggruppati in una propria famiglia.

## Descrizione

### Corporatura

Dimensioni a confronto di 3 Afrovenatorinae

Come altri tetanuri, i megalosauri sono teropodi carnivori caratterizzati da grandi dimensioni e bipedalismo. In particolare, i megalosauri mostrano una stazza ed un peso considerevole, con alcuni membri della famiglia che superavano la tonnellata. Tuttavia, come molte altre famiglie, i megalosauridi aumentarono le loro dimensioni nel corso del tempo. I primi megalosauridi del Giurassico inferiore avevano dimensioni corporee inferiori rispetto a quelli che apparirono nel tardo Giurassico medio, seguendo un modello di aumento delle dimensioni simile a quello di altri teropodi giganti come gli Spinosauridi. Questo schema segue la Regola di Cope, la postulazione del paleontologo Edward Cope sull'aumento evolutivo delle dimensioni del corpo.

### Caratteristiche anatomiche

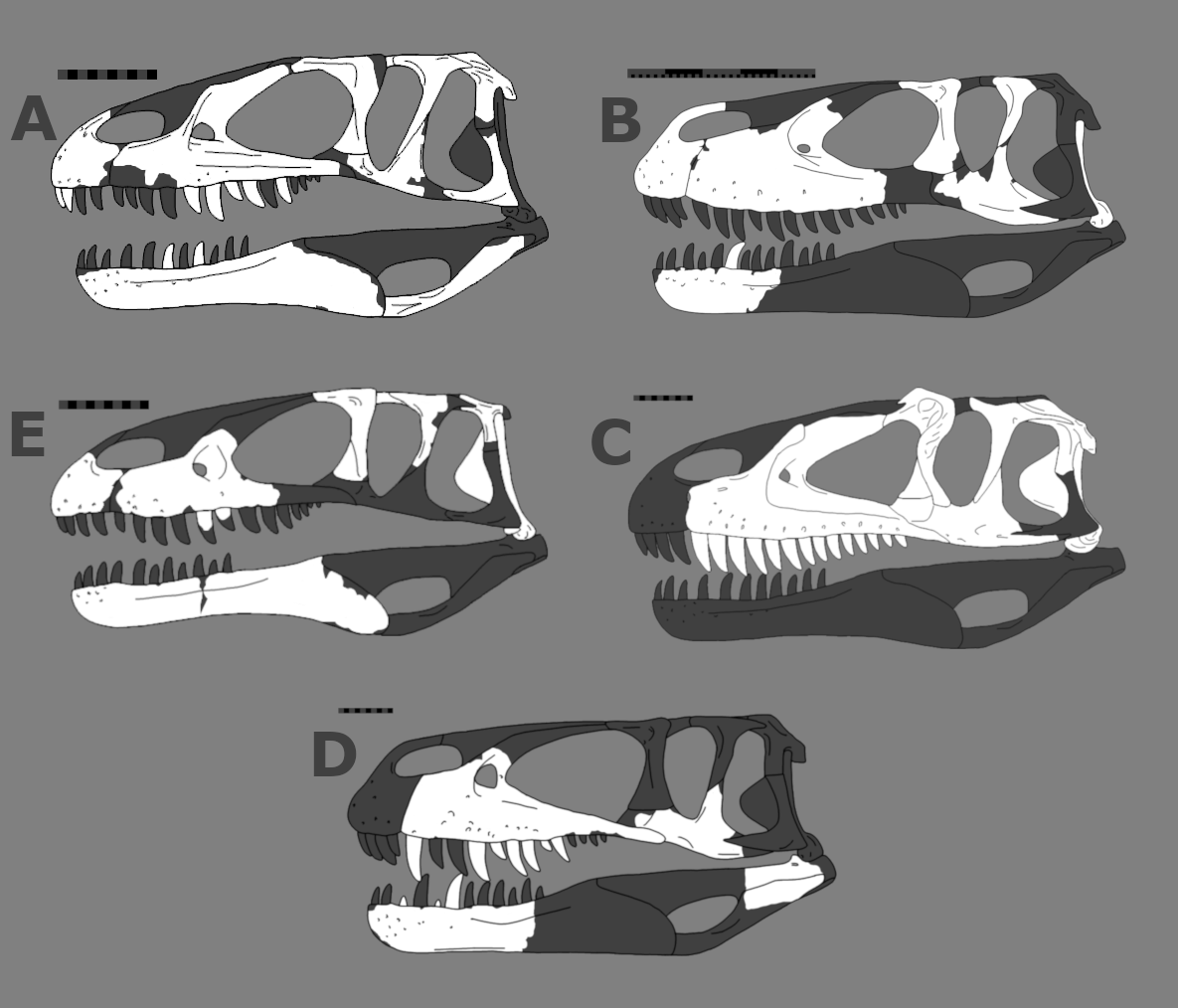
Crani di megalosauridi: (A) Dubreuillosaurus, (B) Torvosaurus, (C) Afrovenator, (D) Megalosaurus, (E) Eustreptospondylus

Una sinapomorfia univoca di Megalosauridae è la forma del cranio, più basso e lungo con un rapporto lunghezza-altezza di 3: 1. Inoltre, il tetto del cranio tende ad essere molto meno ornato di quello di altri tetanuri, e possibili creste e/o corna sono molto piccole o completamente assenti. I megalosauridi hanno anche teste femorali con un orientamento di 45 gradi anteromediale e completamente mediali. I megalosauri sono anche definiti dalle seguenti sinapomorfie univoche e inequivocabili:
- Una cresta deltopettorale omerale che termina a circa metà della cresta omerale;
- L'assenza di un tubercolo fibulare anterolaterale;
- Narici che si estendono fino ai denti premascellari, tuttavia la porzione che va dalla premascella anteriore alle narici è più lunga della porzione sottostante; punta angolata del muso (angolo tra i margini anteriore e alveolare <70 gradi);
- Forame mediale sul quadrante adiacente ai condili mandibolari;
- Fosse pleurocelose sulle vertebre sacrali;
- La scanalatura del legamento obliquo sulla superficie posteriore della testa del femore è poco profonda;

I Megalosaurinae (tutti i megalosauri più strettamente imparentati con Megalosaurus rispetto ad Afrovenator) sono caratterizzati da un rapporto moderato (0.5-2.0) altezza/lunghezza della premascella al di sotto del livello delle narici, rispetto ad altri megalosauridi che hanno un rapporto più basso e quindi un muso meno alto.
Gli Afrovenatorinae (tutti i megalosauri più strettamente imparentati con Afrovenator rispetto a Megalosaurus) sono caratterizzati da un margine anteriore squadrato della fossa antorbitale e la piastra pubica è ampiamente aperta lungo la linea mediana.

### Denti

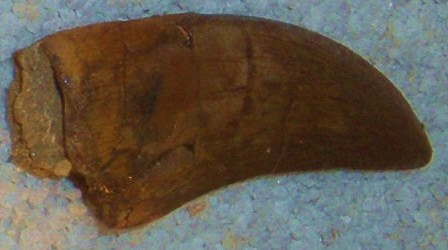
Dente di Megalosaurus

I denti fossili vengono frequentemente usati per differenziare i vari teropodi e per aiutare ulteriormente la filogenesi cladistica. La morfologia dei denti è incline all'omoplasia, scompare o riappare nel corso della storia. Tuttavia, i megalosauri hanno diverse condizioni specifiche dentature che li differenziano da altri teropodi basali. Una delle condizioni dentali presenti nei Megalosauridae è rappresentata da più rughe di smalto lungo la carena del dente. I denti ornati e una superficie smussata ben marcata caratterizzano anche i megalosauridi più primitivi. La decorazione di smalto e la superficie ben marcata appare nei primi megalosauridi ma scompaiono nei megalosauridi più evoluti, suggerendo che tale condizione si sia persa nel tempo man mano che i megalosauridi crescevano in dimensioni.

## Classificazione

### Classificazione storica

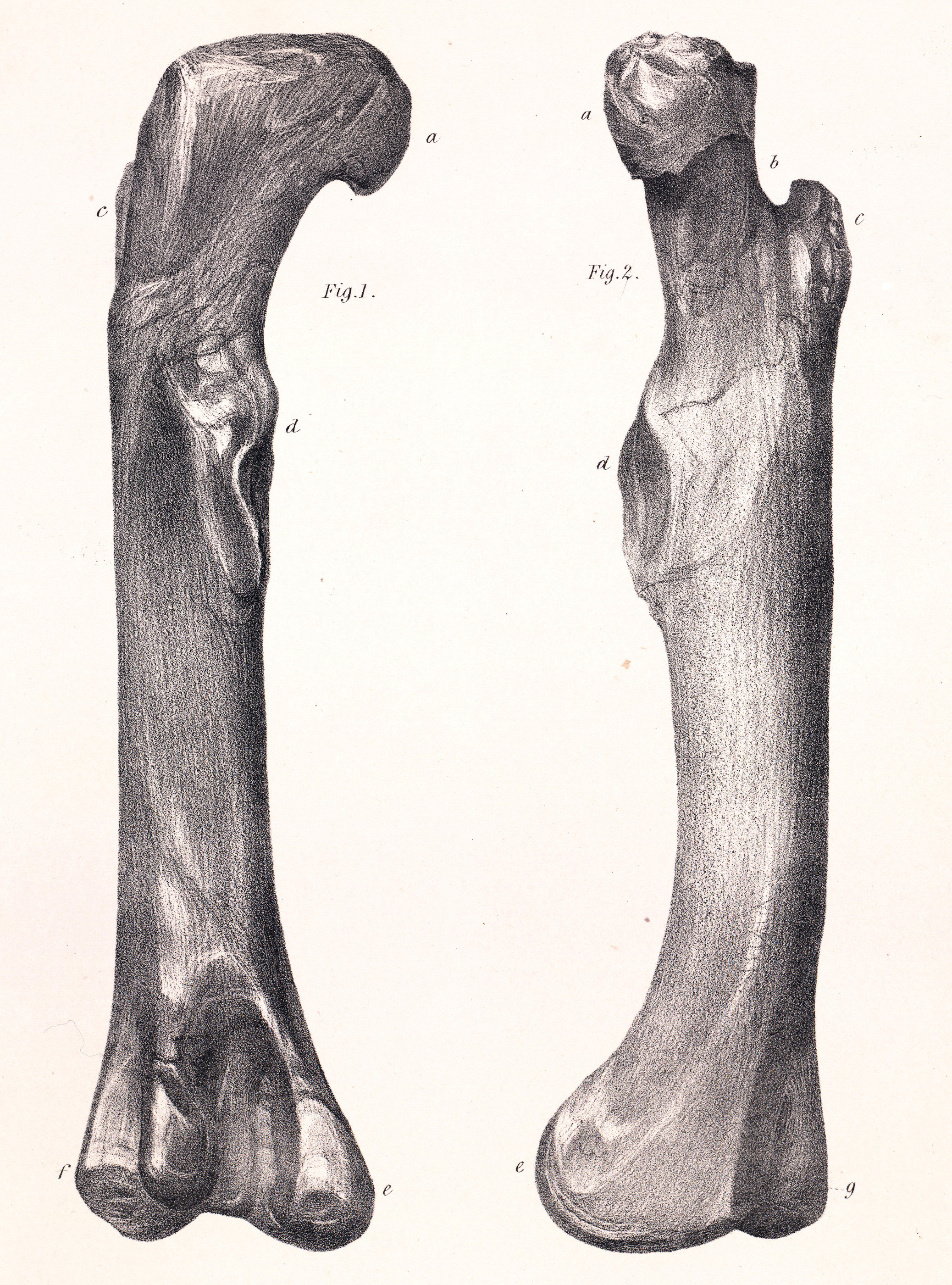
Femore di Megalosaurus

Sin dalla creazione della famiglia, molti esemplari fossili ritrovati sul campo sono stati erroneamente classificati come megalosauridi. Ad esempio, tutti i carnivori di grandi dimensioni ritrovati circa un secolo dopo la denominazione di Megalosaurus bucklandii venivano automaticamente collocati in Megalosauridae. Megalosaurus fu il primo ritrovamento paleontologico del suo genere quando William Buckland scoprì un femore gigante e nominandolo nel 1824, precedendo persino il termine Dinosauria. Quando inizialmente definito, la specie M. bucklandii era anatomicamente basata su varie ossa dissociate ritrovate nelle cave attorno al villaggio di Stonesfield, nel Regno Unito. Alcune di queste prime scoperte includevano un ramo mandibolare destro contenente un dente ben conservato, costole, ossa pelviche e vertebre sacre. Quando i primi paleontologi e ricercatori cominciarono a trovare sempre più ossa nella zona circostante, queste venivano automaticamente attribuite a M. bucklandii poiché quest'ultimo rappresentava l'unico dinosauro nominato e descritto all'epoca. Pertanto, la specie è stata inizialmente descritta e classificata da una massa di caratteristiche possibilmente non correlate.
La paleontologia moderna iniziò per la prima volta ad affrontare la problematica separazione cladistica dei Megalosauridae all'inizio del XX secolo. Fredrich von Huene separava i teropodi carnivori, che erano stati tutti raggruppati nella vasta categoria dei megalosauridi, in due distinte famiglie di teropodi, quelli più grandi e robusti e quelli più piccoli e snelli. Questi due gruppi erano denominati rispettivamente Coelurosauria e Pachypodosauria. Più avanti, Huene distinse dinosauri carnivori ed erbivori in Pachypodosauria, mettendo i carnivori nel nuovo gruppo Carnosauria.
Man mano che venivano scoperte ulteriori informazioni sui teropodi basali e sulle caratteristiche filogenetiche di quest'ultimi, i paleontologi moderni cominciarono a mettere in discussione la corretta denominazione di questo gruppo. Nel 2005, il paleontologo Paul Sereno rifiutò l'uso del clado Megalosauridae a causa della sua ambigua storia a favore del nome Torvosauridae. Oggi, è ampiamente accettato che i megalosauridi esistessero almeno come gruppo di tetanurani basali, poiché rappresentano taxa ben più derivati dei ceratosauri, e il nome Megalosauridae dovrebbe rappresentare questo gruppo. I megalosauri hanno anche priorità su Torvosauridae secondo le regole dell'ICZN che regola i nomi delle famiglie.

### Filogenesi

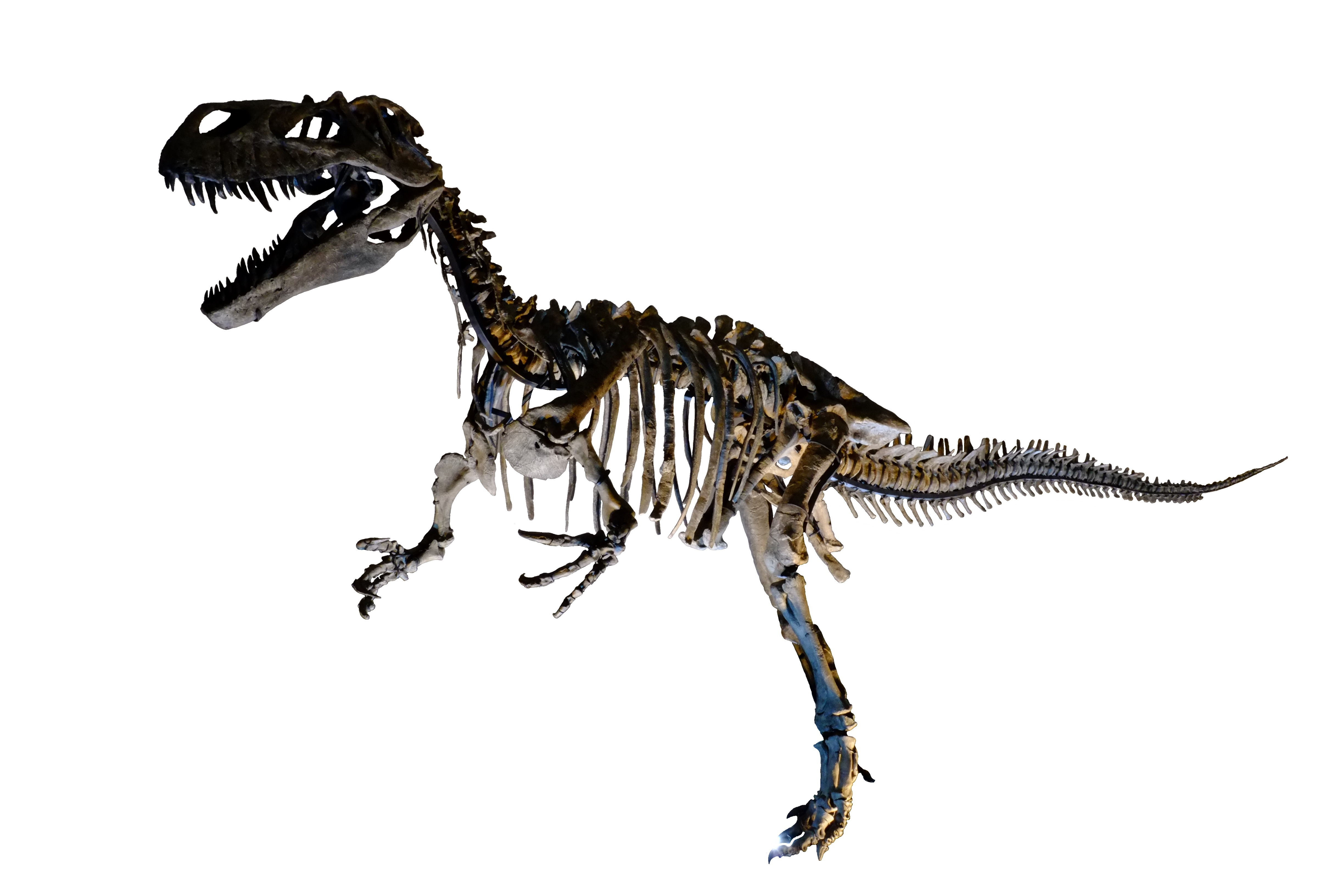
Scheletro di Torvosaurus

I Megalosauridae furono definiti filogeneticamente per la prima volta nel 1869 da Thomas Huxley, ma furono usati per molti anni come clado da "cestino dei rifiuti". Nel 2002, Ronan Allain ha ridefinito il clado dopo aver scoperto un cranio completo di megalosauro nella Francia nord-occidentale del genere Poekilopleuron. Usando le caratteristiche descritte in questo studio, Allain definì i Megalosauridae come dinosauri teropodi, che includevano Poekilopleuron valesdunesis, ora conosciuto come Dubreuillosaurus, Torvosaurus, Afrovenator e tutti i discendenti del loro antenato comune. Allain definì anche due taxa all'interno dei Megalosauridae: Torvosaurinae era definita come tutti i megalosauridi più strettamente imparentati con Torvosaurus che con Poekilopleuron e Afrovenator, e Megalosaurinae definito come tutti i megalosauridi più strettamente legati a Poekilopleuron. I megalosauridi cadono anche sotto il clado basale Megalosauroidea, che contiene anche Spinosauridae. Tuttavia, molti taxa sono ancora piuttosto instabili e non possono essere collocati in un clado con assoluta certezza. Ad esempio, Eustreptospondylus e Streptospondylus, che sebbene siano entrambi definiti come megalosauridi, sono spesso esclusi dalle analisi filogenetiche per consentire cladogrammi più stabili poiché non sono definiti in un determinato sottogruppo.
Il cladogramma qui presentato segue gli studi di Benson (2010) e Benson et al. (2010).
|  | Eustreptospondylus                                               |
|  |                                                                  |
|  | \| \| Magnosaurus \| \| \| \| \| \| Streptospondylus \| \| \| \| |
|  |                                                                  |
|  | Magnosaurus                                                      |
|  |                                                                  |
|  | Streptospondylus                                                 |
|  |                                                                  |

|  | Magnosaurus      |
|  |                  |
|  | Streptospondylus |
|  |                  |

|  | Afrovenator      |
|  |                  |
|  | Dubreuillosaurus |
|  |                  |

|  | Megalosaurus  |
|  |               |
|  | Torvosaurus   |
|  |               |
|  | Wiehenvenator |
|  |               |

|  | Afrovenator      |
|  |                  |
|  | Dubreuillosaurus |
|  |                  |

|  | Megalosaurus  |
|  |               |
|  | Torvosaurus   |
|  |               |
|  | Wiehenvenator |
|  |               |

|  | Eustreptospondylus                                               |
|  |                                                                  |
|  | \| \| Magnosaurus \| \| \| \| \| \| Streptospondylus \| \| \| \| |
|  |                                                                  |
|  | Magnosaurus                                                      |
|  |                                                                  |
|  | Streptospondylus                                                 |
|  |                                                                  |

|  | Magnosaurus      |
|  |                  |
|  | Streptospondylus |
|  |                  |

|  | Afrovenator      |
|  |                  |
|  | Dubreuillosaurus |
|  |                  |

|  | Megalosaurus  |
|  |               |
|  | Torvosaurus   |
|  |               |
|  | Wiehenvenator |
|  |               |

|  | Afrovenator      |
|  |                  |
|  | Dubreuillosaurus |
|  |                  |

|  | Megalosaurus  |
|  |               |
|  | Torvosaurus   |
|  |               |
|  | Wiehenvenator |
|  |               |

Nel 2012, Carrano, Benson e Sampson fecero un'analisi molto più ampia dei tetanuri e definirono Megalosauria in senso più ampio come il clado contenente Megalosaurus, Spinosaurus e tutti i loro discendenti. In altre parole, Megalosauria è il gruppo che contiene le due famiglie Megalosauridae, e il suo parente stretto Spinosauridae. All'interno di questo nuovo cladogramma, i megalosauridi ricevettero una nuova sottofamiglia, Afrovenatorinae, che includeva tutti i megalosauri più strettamente imparentati con Afrovenator rispetto ai megalosaurinae.
Carrano, Benson e Sampson includevano anche vari megalosauri che erano stati precedentemente esclusi dai cladogrammi nel loro studio del 2012, come Duriavenator e Wiehenvenator in Megalosaurinae, e Magnosaurus, Leshansaurus e Piveteausaurus in Afrovenatorinae.
|  | Eustreptospondylus |
|  |                    |

|  | Duriavenator                                                 |
|  |                                                              |
|  | \| \| Megalosaurus \| \| \| \| \| \| Torvosaurus \| \| \| \| |
|  |                                                              |
|  | Megalosaurus                                                 |
|  |                                                              |
|  | Torvosaurus                                                  |
|  |                                                              |

|  | Megalosaurus |
|  |              |
|  | Torvosaurus  |
|  |              |

|  | Dubreuillosaurus |
|  |                  |
|  | Magnosaurus      |
|  |                  |

|  | Leshansaurus   |
|  |                |
|  | Piveteausaurus |
|  |                |

|  | Dubreuillosaurus |
|  |                  |
|  | Magnosaurus      |
|  |                  |

|  | Leshansaurus   |
|  |                |
|  | Piveteausaurus |
|  |                |

|  | Duriavenator                                                 |
|  |                                                              |
|  | \| \| Megalosaurus \| \| \| \| \| \| Torvosaurus \| \| \| \| |
|  |                                                              |
|  | Megalosaurus                                                 |
|  |                                                              |
|  | Torvosaurus                                                  |
|  |                                                              |

|  | Megalosaurus |
|  |              |
|  | Torvosaurus  |
|  |              |

|  | Dubreuillosaurus |
|  |                  |
|  | Magnosaurus      |
|  |                  |

|  | Leshansaurus   |
|  |                |
|  | Piveteausaurus |
|  |                |

|  | Dubreuillosaurus |
|  |                  |
|  | Magnosaurus      |
|  |                  |

|  | Leshansaurus   |
|  |                |
|  | Piveteausaurus |
|  |                |

|  | Eustreptospondylus |
|  |                    |

|  | Duriavenator                                                 |
|  |                                                              |
|  | \| \| Megalosaurus \| \| \| \| \| \| Torvosaurus \| \| \| \| |
|  |                                                              |
|  | Megalosaurus                                                 |
|  |                                                              |
|  | Torvosaurus                                                  |
|  |                                                              |

|  | Megalosaurus |
|  |              |
|  | Torvosaurus  |
|  |              |

|  | Dubreuillosaurus |
|  |                  |
|  | Magnosaurus      |
|  |                  |

|  | Leshansaurus   |
|  |                |
|  | Piveteausaurus |
|  |                |

|  | Dubreuillosaurus |
|  |                  |
|  | Magnosaurus      |
|  |                  |

|  | Leshansaurus   |
|  |                |
|  | Piveteausaurus |
|  |                |

|  | Duriavenator                                                 |
|  |                                                              |
|  | \| \| Megalosaurus \| \| \| \| \| \| Torvosaurus \| \| \| \| |
|  |                                                              |
|  | Megalosaurus                                                 |
|  |                                                              |
|  | Torvosaurus                                                  |
|  |                                                              |

|  | Megalosaurus |
|  |              |
|  | Torvosaurus  |
|  |              |

|  | Dubreuillosaurus |
|  |                  |
|  | Magnosaurus      |
|  |                  |

|  | Leshansaurus   |
|  |                |
|  | Piveteausaurus |
|  |                |

|  | Dubreuillosaurus |
|  |                  |
|  | Magnosaurus      |
|  |                  |

|  | Leshansaurus   |
|  |                |
|  | Piveteausaurus |
|  |                |

|  | Eustreptospondylus |
|  |                    |

|  | Duriavenator                                                 |
|  |                                                              |
|  | \| \| Megalosaurus \| \| \| \| \| \| Torvosaurus \| \| \| \| |
|  |                                                              |
|  | Megalosaurus                                                 |
|  |                                                              |
|  | Torvosaurus                                                  |
|  |                                                              |

|  | Megalosaurus |
|  |              |
|  | Torvosaurus  |
|  |              |

|  | Dubreuillosaurus |
|  |                  |
|  | Magnosaurus      |
|  |                  |

|  | Leshansaurus   |
|  |                |
|  | Piveteausaurus |
|  |                |

|  | Dubreuillosaurus |
|  |                  |
|  | Magnosaurus      |
|  |                  |

|  | Leshansaurus   |
|  |                |
|  | Piveteausaurus |
|  |                |

|  | Duriavenator                                                 |
|  |                                                              |
|  | \| \| Megalosaurus \| \| \| \| \| \| Torvosaurus \| \| \| \| |
|  |                                                              |
|  | Megalosaurus                                                 |
|  |                                                              |
|  | Torvosaurus                                                  |
|  |                                                              |

|  | Megalosaurus |
|  |              |
|  | Torvosaurus  |
|  |              |

|  | Dubreuillosaurus |
|  |                  |
|  | Magnosaurus      |
|  |                  |

|  | Leshansaurus   |
|  |                |
|  | Piveteausaurus |
|  |                |

|  | Dubreuillosaurus |
|  |                  |
|  | Magnosaurus      |
|  |                  |

|  | Leshansaurus   |
|  |                |
|  | Piveteausaurus |
|  |                |

|  | Eustreptospondylus |
|  |                    |

|  | Duriavenator                                                 |
|  |                                                              |
|  | \| \| Megalosaurus \| \| \| \| \| \| Torvosaurus \| \| \| \| |
|  |                                                              |
|  | Megalosaurus                                                 |
|  |                                                              |
|  | Torvosaurus                                                  |
|  |                                                              |

|  | Megalosaurus |
|  |              |
|  | Torvosaurus  |
|  |              |

|  | Dubreuillosaurus |
|  |                  |
|  | Magnosaurus      |
|  |                  |

|  | Leshansaurus   |
|  |                |
|  | Piveteausaurus |
|  |                |

|  | Dubreuillosaurus |
|  |                  |
|  | Magnosaurus      |
|  |                  |

|  | Leshansaurus   |
|  |                |
|  | Piveteausaurus |
|  |                |

|  | Duriavenator                                                 |
|  |                                                              |
|  | \| \| Megalosaurus \| \| \| \| \| \| Torvosaurus \| \| \| \| |
|  |                                                              |
|  | Megalosaurus                                                 |
|  |                                                              |
|  | Torvosaurus                                                  |
|  |                                                              |

|  | Megalosaurus |
|  |              |
|  | Torvosaurus  |
|  |              |

|  | Dubreuillosaurus |
|  |                  |
|  | Magnosaurus      |
|  |                  |

|  | Leshansaurus   |
|  |                |
|  | Piveteausaurus |
|  |                |

|  | Dubreuillosaurus |
|  |                  |
|  | Magnosaurus      |
|  |                  |

|  | Leshansaurus   |
|  |                |
|  | Piveteausaurus |
|  |                |

|  | Eustreptospondylus |
|  |                    |

|  | Duriavenator                                                 |
|  |                                                              |
|  | \| \| Megalosaurus \| \| \| \| \| \| Torvosaurus \| \| \| \| |
|  |                                                              |
|  | Megalosaurus                                                 |
|  |                                                              |
|  | Torvosaurus                                                  |
|  |                                                              |

|  | Megalosaurus |
|  |              |
|  | Torvosaurus  |
|  |              |

|  | Dubreuillosaurus |
|  |                  |
|  | Magnosaurus      |
|  |                  |

|  | Leshansaurus   |
|  |                |
|  | Piveteausaurus |
|  |                |

|  | Dubreuillosaurus |
|  |                  |
|  | Magnosaurus      |
|  |                  |

|  | Leshansaurus   |
|  |                |
|  | Piveteausaurus |
|  |                |

|  | Duriavenator                                                 |
|  |                                                              |
|  | \| \| Megalosaurus \| \| \| \| \| \| Torvosaurus \| \| \| \| |
|  |                                                              |
|  | Megalosaurus                                                 |
|  |                                                              |
|  | Torvosaurus                                                  |
|  |                                                              |

|  | Megalosaurus |
|  |              |
|  | Torvosaurus  |
|  |              |

|  | Dubreuillosaurus |
|  |                  |
|  | Magnosaurus      |
|  |                  |

|  | Leshansaurus   |
|  |                |
|  | Piveteausaurus |
|  |                |

|  | Dubreuillosaurus |
|  |                  |
|  | Magnosaurus      |
|  |                  |

|  | Leshansaurus   |
|  |                |
|  | Piveteausaurus |
|  |                |

|  | Eustreptospondylus |
|  |                    |

|  | Duriavenator                                                 |
|  |                                                              |
|  | \| \| Megalosaurus \| \| \| \| \| \| Torvosaurus \| \| \| \| |
|  |                                                              |
|  | Megalosaurus                                                 |
|  |                                                              |
|  | Torvosaurus                                                  |
|  |                                                              |

|  | Megalosaurus |
|  |              |
|  | Torvosaurus  |
|  |              |

|  | Dubreuillosaurus |
|  |                  |
|  | Magnosaurus      |
|  |                  |

|  | Leshansaurus   |
|  |                |
|  | Piveteausaurus |
|  |                |

|  | Dubreuillosaurus |
|  |                  |
|  | Magnosaurus      |
|  |                  |

|  | Leshansaurus   |
|  |                |
|  | Piveteausaurus |
|  |                |

|  | Duriavenator                                                 |
|  |                                                              |
|  | \| \| Megalosaurus \| \| \| \| \| \| Torvosaurus \| \| \| \| |
|  |                                                              |
|  | Megalosaurus                                                 |
|  |                                                              |
|  | Torvosaurus                                                  |
|  |                                                              |

|  | Megalosaurus |
|  |              |
|  | Torvosaurus  |
|  |              |

|  | Dubreuillosaurus |
|  |                  |
|  | Magnosaurus      |
|  |                  |

|  | Leshansaurus   |
|  |                |
|  | Piveteausaurus |
|  |                |

|  | Dubreuillosaurus |
|  |                  |
|  | Magnosaurus      |
|  |                  |

|  | Leshansaurus   |
|  |                |
|  | Piveteausaurus |
|  |                |

|  | Eustreptospondylus |
|  |                    |

|  | Duriavenator                                                 |
|  |                                                              |
|  | \| \| Megalosaurus \| \| \| \| \| \| Torvosaurus \| \| \| \| |
|  |                                                              |
|  | Megalosaurus                                                 |
|  |                                                              |
|  | Torvosaurus                                                  |
|  |                                                              |

|  | Megalosaurus |
|  |              |
|  | Torvosaurus  |
|  |              |

|  | Dubreuillosaurus |
|  |                  |
|  | Magnosaurus      |
|  |                  |

|  | Leshansaurus   |
|  |                |
|  | Piveteausaurus |
|  |                |

|  | Dubreuillosaurus |
|  |                  |
|  | Magnosaurus      |
|  |                  |

|  | Leshansaurus   |
|  |                |
|  | Piveteausaurus |
|  |                |

|  | Duriavenator                                                 |
|  |                                                              |
|  | \| \| Megalosaurus \| \| \| \| \| \| Torvosaurus \| \| \| \| |
|  |                                                              |
|  | Megalosaurus                                                 |
|  |                                                              |
|  | Torvosaurus                                                  |
|  |                                                              |

|  | Megalosaurus |
|  |              |
|  | Torvosaurus  |
|  |              |

|  | Dubreuillosaurus |
|  |                  |
|  | Magnosaurus      |
|  |                  |

|  | Leshansaurus   |
|  |                |
|  | Piveteausaurus |
|  |                |

|  | Dubreuillosaurus |
|  |                  |
|  | Magnosaurus      |
|  |                  |

|  | Leshansaurus   |
|  |                |
|  | Piveteausaurus |
|  |                |

|  | Eustreptospondylus |
|  |                    |

|  | Duriavenator                                                 |
|  |                                                              |
|  | \| \| Megalosaurus \| \| \| \| \| \| Torvosaurus \| \| \| \| |
|  |                                                              |
|  | Megalosaurus                                                 |
|  |                                                              |
|  | Torvosaurus                                                  |
|  |                                                              |

|  | Megalosaurus |
|  |              |
|  | Torvosaurus  |
|  |              |

|  | Dubreuillosaurus |
|  |                  |
|  | Magnosaurus      |
|  |                  |

|  | Leshansaurus   |
|  |                |
|  | Piveteausaurus |
|  |                |

|  | Dubreuillosaurus |
|  |                  |
|  | Magnosaurus      |
|  |                  |

|  | Leshansaurus   |
|  |                |
|  | Piveteausaurus |
|  |                |

|  | Duriavenator                                                 |
|  |                                                              |
|  | \| \| Megalosaurus \| \| \| \| \| \| Torvosaurus \| \| \| \| |
|  |                                                              |
|  | Megalosaurus                                                 |
|  |                                                              |
|  | Torvosaurus                                                  |
|  |                                                              |

|  | Megalosaurus |
|  |              |
|  | Torvosaurus  |
|  |              |

|  | Dubreuillosaurus |
|  |                  |
|  | Magnosaurus      |
|  |                  |

|  | Leshansaurus   |
|  |                |
|  | Piveteausaurus |
|  |                |

|  | Dubreuillosaurus |
|  |                  |
|  | Magnosaurus      |
|  |                  |

|  | Leshansaurus   |
|  |                |
|  | Piveteausaurus |
|  |                |

Sciurumimus albersdoerferi, un piccolo teropode descritto nel 2012 che conservava tracce di piumaggio, inizialmente, venne descritto coe un giovane megalosauroide. Ciò ha portato alla convinzione che i megalosauri potessero avere le piume, come molti dinosauri teropodi. Tuttavia, successive analisi hanno collocato Sciurumimus come un coelurosauro basale. Ciononostante non vi sono prove contrarie alla presenza di piumaggio nei megalosauri.

## Paleoecologia

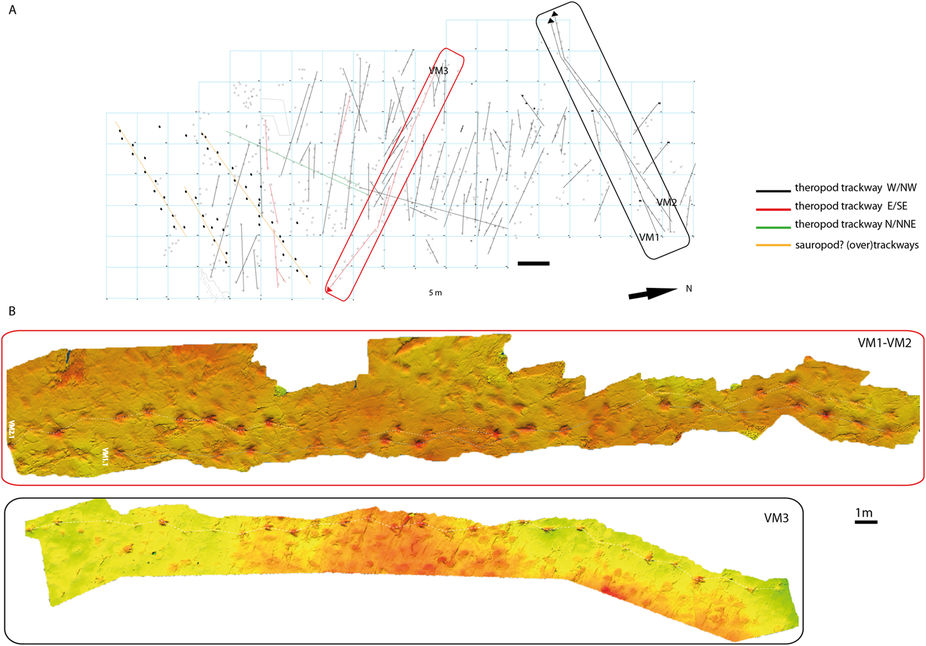
Piste di impronte di megalosauridi dalla Vale de Meios

I megalosauridi vennero inizialmente immaginati come predatori spazzini che abitavano in ambienti costieri. Tracce risalenti al Giurassico medio, ritenute appartenenti a dei megalosauridi sono state ritrovate a Vale de Meios, in Portogallo. Durante il Giurassico medio, questo sito era una piana costiera esposta con la bassa marea sul bordo di una laguna. A differenza della maggior parte dei tracce costiere, che sono paralleli alla linea costiera e probabilmente lasciati da animali in migrazione, la pista di impronte di Vale de Meios erano perpendicolari alla costa, con la maggior parte delle impronte orientate verso la laguna. Ciò indica che il megalosauride che aveva lasciato le impronte si era avvicinato alla piana costiera dopo che le marea si era ritirata.
Ciò indica che i megalosauridi avrebbero potuto nutrirsi delle carcasse di creature marine lasciate dalle maree. Un'altra possibilità è che i megalosauri fossero piscivori, avvicinandosi alla costa per pescare. Gli spinosauridi, parenti stretti dei megalosauri, avevano numerosi adattamenti per la vita piscivora e semiaquatica, quindi un tale stile di vita è supportato da dati filogenetici. Denti di squalo, frammenti di cartilagine e gastroliti sono stati documentati come contenuto dello stomaco in un esemplare di Poekilopleuron. Sia questo genere che Dubreillosaurus sono stati scoperti in sedimenti che preservano anche radici di mangrovie, fornendo ulteriori prove per un habitat costiero. Tuttavia, questo non esclude la possibilità che i megalosauridi si nutrissero anche di prede terrestri.

### Paleogeografia

Pangea prima della sua separazione in Gondwana e Laurasia

Diverse specie incluse in Megalosauridae sono state rinvenute in tutti i continenti moderni, divise in parti uguali tra i siti dei supercontinenti Gondwana e Laurasia. Le scoperte paleogeografiche mostrano che i megalosauridi erano principalmente limitati al Giurassico medio-superiore, suggerendo che si estinsero al confine Giurassico-Cretaceo, circa 145 milioni di anni fa.
La radiazione globale di questi teropodi carnivori avvenne in due fasi. In primo luogo, le radiazioni si sono verificate durante la separazione di Pangea durante il Giurassico, circa 200 milioni di anni fa. Quando il mare Tetide emerse tra i due nuovi supercontinenti, i megalosauroidi irradiarono le due metà di Pangea. Il secondo passo della radiazione avvenne durante Giuridico medio-superiore, circa 174-145 milioni di anni fa, tra allosauroidi e coelurosauri. Megalosauridae sembra essersi estinto alla fine di questo periodo.
I resti di megalosauri sono stati ritrovati in varie aree del mondo nel corso della storia. Ad esempio, a Megalosauridae appartiene il più antico embrione di teropode mai trovato, dal primo Titoniano del Portogallo, circa 152 milioni di anni fa. Varie scoperte di fossili di megalosauri sono state datate al Bajociano-Calloviano dell'Inghilterra e della Francia, circa 168-163 milioni di anni fa, al Giurassico medio dell'Africa, circa 170 milioni di anni fa, nel Giurassico superiore della Cina, circa 163-145 milioni di anni fa, e nel Titoniano del Nord America, circa 150 milioni di anni fa.[9] Più recentemente, i megalosauridi sono stati ritrovati nella Formazione Tiourarénin, Niger, dimostrando ancora una volta che questi tetanuri basali hanno subito una radiazione globale.